# 신라문화원
신라문화원은 신라문화와 불교문화를 전승·발전시켜 한국인의 정체성 확립, 민족문화유산 보호를 위한 조사·연구, 모니터링, 홍보 등 문화재 지킴이 활동 등을 통한 문화복지사회의 실현을 목적으로 2004년 11월 29일 설립허가된 대한민국 문화체육관광부 소관의 사단법인이다. 사무실은 경상북도 경주시 노서동 120-9(우: 780-931)에 있다.

## 주요 사업
- 전통 문화유산 보호·관리·계승·발전
- 문화유적 답사연구·강좌 및 교육
- 불교문화의 대중화
- 지역 및 국제간의 문화교류
- 사회복지사업 지원